# Estadio Cubierto de Cantón
El Estadio Cubierto de Cantón (en chino simplificado, 广州体育馆; pinyin, Guǎngzhōu Tǐyùguǎn) es un pabellón deportivo ubicado en Cantón. El estadio se usa para conciertos musicales y eventos deportivos como fútbol americano en campo cubierto, baloncesto, bádminton o tenis de mesa. Diseñado por el arquitecto Paul Andreu, comenzó a construirse el 11 de febrero de 1999 y se inauguró el 30 de junio de 2001, con una capacidad de 10 000 espectadores.

## Eventos importantes
- Campeonato Mundial de Tenis de Mesa de 2008
- Sudirman Cup de 2009
- Juegos Asiáticos de 2010
- 2 de julio de 2011: «Myself World Tour» («蔡依林 Myself世界巡迴演唱會» de Jolin Tsai
- 2 de marzo de 2012: Greatest Hits Tour de Westlife
- 30 de junio de 2012: Grand Tour: The Return, de la boy band surcoreana Shinhwa[1]
- 20 de abril de 2013: «Over the limit World Live Tour» («羅志祥 無極限 演唱會») de Show Lo
- 18 de junio de 2016: «Fly World Tour» de Got7
- Cuartos de final del Mundial de 2017 de League of Legends
- Grupo C de la Copa Mundial de Baloncesto de 2019 (España, Irán, Puerto Rico y Túnez)

### Conciertos[2]
- Deep Purple 4 de abril de 2004

- Avril Lavigne (The Best Damn World Tour)28 de septiembre de 2008
- Jolin Tsai 13 de diciembre de 2008
- Sarah Brightman 30 de marzo de 2009
- RAIN 28 de mayo de 2011
- Avril Lavigne (The Black Star Tour) 11 de febrero de 2012
- Shinhwa 30 de junio de 2012
- 2PM 30 de marzo de 2013
- Sarah Brightman (Dreamchaser World Tour)16 de junio de 2013
- Avril Lavigne (The Avril Lavigne Tour)23 de febrero de 2014
- Taeyang 28 de junio de 2015
- F.T. Island 23 de agosto de 2015
- GOT7 18 de junio de 2016
- Steve Vai 16 de abril de 2017
- Coco Lee 22 de julio de 2017
- MYTH & ROID 30 de julio de 2017
- Boyzone 16 de junio de 2019